# Natalja Isakowa
Natalja Leonidowna Isakowa, po mężu Komjacziłowa, ros. Наталья Леонидовна Исакова [Комячилова] (ur. 23 października 1966 w Leningradzie) – radziecka i rosyjska łyżwiarka szybka, specjalizująca się w short tracku, wicemistrzyni świata (1991), brązowa medalistka olimpijska (1992), wicemistrzyni uniwersjady (1989).
W 1989 roku zdobyła srebrny medal w sztafecie kobiet podczas zimowej uniwersjady w Sofii. W kwietniu tego roku zajęła 27. miejsce w wieloboju na mistrzostwach świata w Solihull. W marcu 1991 roku wystąpiła na mistrzostwach świata w Sydney, podczas których zdobyła srebrny medal w rywalizacji sztafet (wspólnie z Juliją Ałłagułową, Juliją Własową i Mariną Pyłajewą). Isakowa zajęła ponadto dziesiątą pozycję w wieloboju. Również w marcu zajęła czwarte miejsce w drużynowych mistrzostwach świata w Seulu, startując z Własową, Pyłajewą i Ałłagułową.
W lutym 1992 roku uczestniczyła w igrzyskach olimpijskich w Albertville. W zawodach startowała jako reprezentantka Wspólnoty Niepodległych Państw. Wystartowała w dwóch konkurencjach – w biegu na 500 m, w którym zajęła 17. miejsce, oraz w rywalizacji kobiecych sztafet, w której wspólnie z Juliją Ałłagułową, Juliją Własową i Wiktoriją Taraniną zdobyła brązowy medal olimpijski. W marcu tego samego roku drużyna w tym samym składzie zajęła szóste miejsce na drużynowych mistrzostwach świata w Minamimaki. W marcu 1993 roku zawodniczka uplasowała się na 13. miejscu w wieloboju podczas mistrzostw świata w Pekinie.
Wyróżniona honorowym tytułem Zasłużonego Mistrza Sportu Rosji.